# پردگورنی (شهرستان بئیسکی، سرزمین آلتای)
پردگورنی (به لاتین: Predgorny) یک منطقهٔ مسکونی در روسیه است که در سرزمین آلتای واقع شده‌است.